# Цупівка
Цу́півка — село в Україні, у Дергачівській міській громаді Харківського району Харківської області. Населення становить 1010 осіб. До 2020 орган місцевого самоврядування — Прудянська селищна рада, Дергачівська міська громада.

## Географія
Село Цупівка знаходиться на лівому березі річки Лопань в місці впадання в неї річки Татарка, вище за течією річки Лопань за 3 км розташоване село Нова Козача, нижче за течією за 2 км розташований смт Прудянка, на протилежному березі розташовано колишнє село Чайківка, вище за течією річки Татарка примикають села Дубівка і Лобанівка, в селі є залізнична станція Цупівка.

## Населення

### Мова
Розподіл населення за рідною мовою за даними перепису 2001 року:
| Мова            | Кількість | Відсоток |
| --------------- | --------- | -------- |
| українська      | 908       | 89.9%    |
| російська       | 97        | 9.6%     |
| білоруська      | 2         | 0.2%     |
| інші/не вказали | 3         | 0.3%     |
| Усього          | 1010      | 100%     |

## Історія
12 червня 2020 року, розпорядженням Кабінету Міністрів України № 725-р «Про визначення адміністративних центрів та затвердження територій територіальних громад Харківської області»,  село увійшло до складу Дергачівської міської громади.
19 липня 2020 року, в результаті адміністративно-територіальної реформи та ліквідації Дергачівського району, Цупівка увійшла до складу Харківського району. 

## Транспорт
Мешканці села працюють здебільшого в Харкові або Дергачах, добираючись частіше електричкою, рідше автобусом, до місця роботи 
Село має залізничне сполучення з Харковом у південному напрямку та з Козачою Лопанню в північному
Автобусне сполучення представлене лише одним маршрутом Козача Лопань — Харків

## Відомі люди

### Народилися
- Слободян Сергій Станіславович (1996—2023) — лейтенант збройних сил України, учасник російсько-української війни.
- Стоженко Володимир Якович — український політик, народний депутат України III скликання. Член партії «Демократичний союз».